# Кірхдорф-ан-дер-Іллер
Кірхдорф-ан-дер-Іллер (нім. Kirchdorf an der Iller) — громада в Німеччині, знаходиться в землі Баден-Вюртемберг. Підпорядковується адміністративному округу Тюбінген. Входить до складу району Біберах.
Площа — 22,86 км2. Населення становить 3925 ос. (станом на 31 грудня 2020).